# Monika Tworuschka
Monika Tworuschka (* 1951 in Herford als Monika Funke) ist freie Autorin und Islam-, Religions- und Politikwissenschaftlerin.

## Leben
Schwerpunkt ihrer Veröffentlichungen ist der Dialog der Religionen. Darüber hinaus ist sie Autorin von Jugendbüchern, Hörspielen und Abenteuergeschichten. Sie lebt in Bad Münstereifel und ist mit dem Religionswissenschaftler Udo Tworuschka verheiratet, mit dem sie zusammen vier Kinder hat. 2002 erhielt das Paar für sein Buch Die Weltreligionen – Kindern erklärt den italienischen Friedenspreis „Premio Satyagraha“. Der Preis ist angelehnt an das Prinzip Satyagraha des Mahatma Gandhi.

## Werke
- 1986: Der Islam in den Schulbüchern der BRD, Analyse der Geschichtsbücher zum Thema Islam, Georg-Eckert-Institut Braunschweig, ISBN 3-88304-246-3
- 1992: Handbuch Religionen der Welt, mit Udo Tworuschka, München
- 1995: Frau in den Religionen, mit Michael Klöcker, Wartburg Verlag, ISBN 3-86160096-X
- 1999: Der Islam – Kindern erklärt, Wie andere leben – was andere glauben, mit Udo Tworuschka, Gütersloher Verlagshaus, ISBN 3-579-02234-2
- 2002: Grundwissen Islam, Aschendorff Verlag, ISBN 3402034247
- 2002: Islam Lexikon, mit Udo Tworuschka, Patmos, ISBN 3-491-70349-2
- 2002: Der Koran und seine umstrittenen Aussagen, mit Udo Tworuschka, Patmos, ISBN 3-491-70352-2
- 2005: Als die Welt entstand … Schöpfungsmythen der Völker und Kulturen in Wort und Bild, Herder, ISBN 3-451-28597-5
- (zusammen mit Udo Tworuschka): Illustrierte Geschichte des Islam, Stuttgart 2017, ISBN 978-3-476-04348-1
- (zusammen mit Udo Tworuschka): Illustrierte Geschichte der Weltreligionen, Stuttgart 2017.
- (zusammen mit Udo Tworuschka): Die großen Religionsstifter. Buddha, Jesus und Muhammad – ein Vergleich. Stuttgart 2018, ISBN 978-3-476-04776-2
- (zusammen mit Udo Tworuschka): Der Islam: Feind oder Freund? 38 Thesen gegen eine Hysterie. Freiburg i. Br. 2019, ISBN 978-3-946905-69-1
- Monika Tworuschka, Udo Tworuschka: Die Welt der Religionen, Geschichte, Glaubenssätze, Gegenwart. 2006 Chronik-Verlag, 352 S. ISBN 9783577145213

Jugendbücher
- 1999: Drei helle Köpfe auf heißer Spur. Eine Abenteuergeschichte. Wie Kinder in ihrer Alltagswelt das Christentum entdecken, Kaufmann-Verlag, ISBN 	978-3-7806-2490-1
- 2000: Mohammed: die Geschichte des Propheten, Patmos Verlag, Düsseldorf, ISBN 3-491-79533-8
- 2001: Der geheimnisvolle Besucher, Patmos, ISBN 978-3-491-79538-9
- 2002: Gefahr in der Höhle, Patmos-Verlag, ISBN 978-3-491-79712-3
- 2004: Die schönsten Tiergeschichten der Religionen, Patmos Verlag, ISBN 3491797276
- 2020: Ist das nicht Sara? Eine Geschichte zum Judentum, Calwer-Verlag, ISBN 978-3-7668-4508-5
- 2020: Der vertauschte Buddha. Eine Geschichte zum Buddhismus, Calwer-Verlag, ISBN 978-3-7668-4509-2
- 2021: Tapfer wie Rama. Eine Geschichte zum Hinduismus, Books on Demand, ISBN 978-3-7534-5496-2
- 2021: Das Geheimnis des Zauberpferdes Westrarp-Verlag, ISBN 978-3-96004-103-0